# هيكتور موراليس (لاعب كرة قدم مواليد 1993)
هيكتور موراليس هو لاعب كرة قدم كوبي، ولد في 19 يناير 1993 في هافانا في كوبا.